# Galactagogo

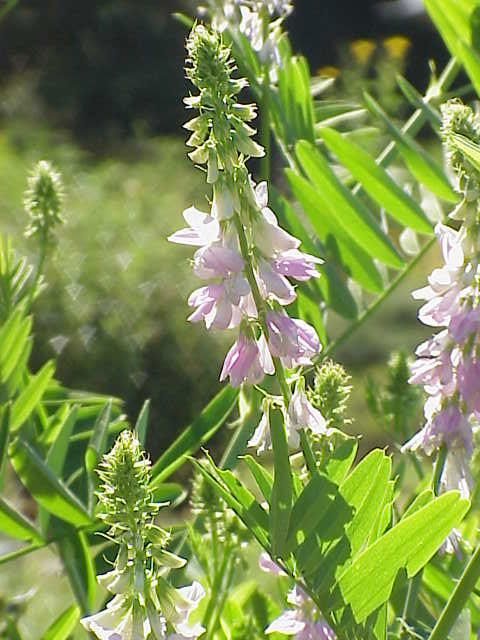
Arruda de cabra (Galega officinalis) é uma planta que, acredita-se, pode aumentar a lactação

Um galactagogo (do em grego:  γάλα [γαλακτ-], leite, + ἀγωγός, líder), é uma substância que promove a lactação em humanos e outros animais. A substância pode ser sintética, derivada de plantas ou endógena. Os galactagogos são usados no tratamento de baixa produção de leite.

## Fármacos
Os galactagogos sintéticos, como a domperidona e a metoclopramida, interagem com o sistema dopaminérgico para aumentar a produção de prolactina; especificamente, através do bloqueio do receptor de dopamina D2. Algumas evidências sugerem que pessoas que não conseguem atender às necessidades de amamentação de seus bebês podem se beneficiar dos galactogogos. Nesse caso, os galactagogos podem ser considerados quando as intervenções não farmacológicas se mostram não eficazes. Por exemplo, a domperidona pode ser uma opção para pessoas que amamentam bebês prematuros que, com mais de 14 dias do parto e após o apoio total à lactação, ainda possuam dificuldade em amamantar em quantidade suficiente para suprir as necessidades do bebê.
Nos Estados Unidos, a domperidona (assim como a metoclopramida, também antagonista do receptor D2 de dopamina não está aprovada para o aumento da lactação. Por outro lado, as diretrizes médicas da Austrália consideram a domperidona o galactagogo preferido quando abordagens não farmacológicas se mostraram ineficazes. Ao contrário da metoclopramida, a domperidona não atravessa a barreira hematoencefálica e é menos propensa a produzir efeitos colaterais como sonolência ou depressão.
Outros medicamentos que podem aumentar a lactação incluem:
- Antipsicóticos como risperidona, clorpromazina e sulpirida, devido à sua capacidade de bloquear o receptor de dopamina D2[11]
- Certos hormônios, como ocitocina, hormônio do crescimento (GH), hormônio liberador de tireotrofina (TRH) e hormônio estimulante da tireoide (TSH)[11]

## Fitoterápicos
Ervas e alimentos usados como galactogogos têm pouca ou nenhuma evidência científica de eficácia, e a identidade e pureza dessas ervas são preocupantes devido a requisitos de testes inadequados. As ervas mais comumente citadas como galactagogos são:
- shatavari (Espargos racemosus)[12]
- feno-grego (Trigonella foenumgraecum)[12][13]
- torbangun (Coleus amboinicus), que tem sido usado pelo povo Batak da Indonésia como um galactogogo por centenas de anos.[12][14]
- erva-doce (Foeniculum vulgare)[12]
- cardo (Silybum marianum);[12] em 2010, a Autoridade Europeia para a Segurança dos Alimentos considerou e rejeitou uma alegação de silibum como galactagogo porque a evidência foi considerada insuficiente.
- vitex (Vitex agnus-castus)[12]
- arruda de cabra (Galega officinalis) [12]

Outras ervas que se acredita agir como galactagogos incluem:
- cardo-santo[15][16]
- alfafa[16]
- anis[16]
- urtiga[16]
- verbena[16]
- Althaea[16]
- Moringa[17]